# 花淵䲁
花淵䲁（學名：Bathyblennius antholops），為輻鰭魚綱鳚形目䲁科淵䲁屬的一種，分布於東大西洋幾內亞灣海域，深度101至128公尺，體長可達5.4公分，棲息在沿海礁岩區，通常躲在洞穴，一旦遇危險時以倒游方式躲入小洞穴中，僅露出頭部注視敵人，以藻類為食，具領域性，雌魚產附著性卵，雄魚有護卵行為。